# 吴强 (1966年)
吴强（1966年8月—），男，侗族，湖南新晃人，中华人民共和国政治人物。中共第二十届中央候补委员。现任贵州省人民政府常务副省长。

## 简历
1988年毕业于南京大学大地海洋科学系经济地理（城市规划）专业，后进入贵阳市城市规划局工作；
2002年2月，任贵州省交通厅副厅长；
2011年11月，任毕节地委委员、行署副专员（分管地区行署常务工作）、党组副书记；
2012年7月，任贵州省人民政府副秘书长；
2016年9月，任贵州省经信委主任。2017年10月，中国共产党第十九次全国代表大会上当选中国共产党第十九届中央委员会候补委员。
2018年1月任贵州省人民政府副省长。2020年9月任中共贵州省委常委、秘书长。
2021年8月，兼任中共毕节市委书记。2022年5月，任贵州省人民政府常务副省长。同年当选中共第二十届中央候补委员。